# Chauliodoniscus princeps
Chauliodoniscus princeps is een pissebed uit de familie Haploniscidae. De wetenschappelijke naam van de soort is voor het eerst geldig gepubliceerd in 1962 door Menzies.